# Praça de Venceslau

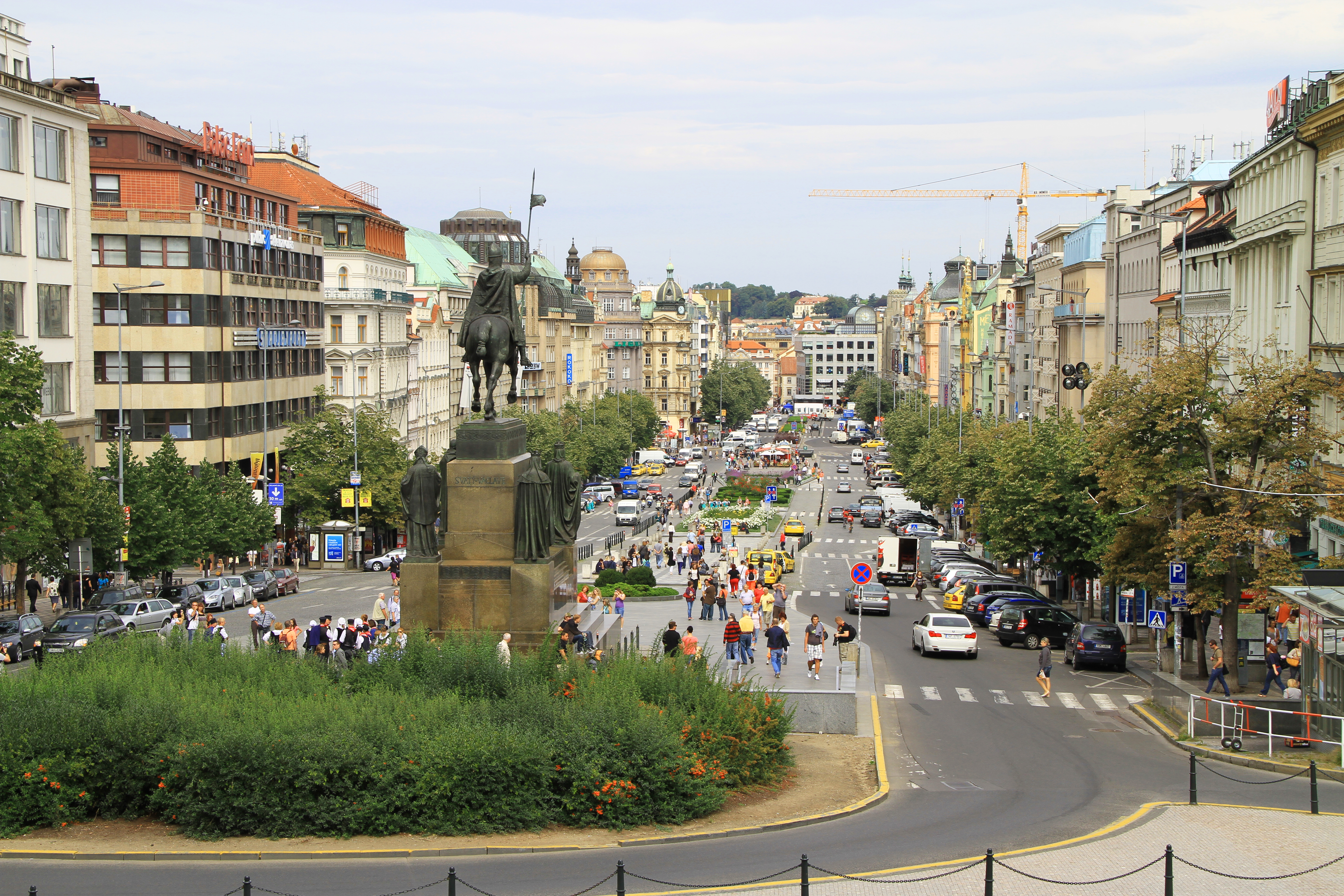
Vista geral da praça.

A Praça de Venceslau (em checo: Václavské náměstíⓘ) é um Património Mundial da UNESCO em Praga, Chéquia.

## História
Em 1348, o Rei da Boémia Carlos IV fundou a Cidade Nova de Praga (Nové Město). O plano incluía várias áreas abertas aos mercados, sendo a segunda maior Koňský trh ou Mercado do Cavalo, sendo a maior a Praça Charles, que ainda hoje é uma das maiores do mundo. No extremo sudeste do mercado estava a Porta dos Cavalos, uma das portas do  muralha de Nové Město.